# Segunda Batalha de Lakatia
A Segunda Batalha de Latakia foi uma curta batalha naval da Guerra do Yom Kipur, o conflito entre Israel e a Síria ocorreu em 11 de outubro de 1973. A Marinha israelense foi equipada com Barcos mísseis da classe Sa'ar armados com mísseis anti-navais Gabriel enquanto a Marinha Síria estava equipada com barcos mísseis soviéticos da classe Komar e Osa, armados com os mísseis anti-navais soviéticos P-15 Termit (Chamado pela  OTAN de: SS-N-2 Styx).

## Prelúdio
Depois de perder 3 Barcos mísseis na Batalha de Latakia em 7 de outubro de 1973, os sírios se recusaram a combater a marinha israelense em águas internacionais. Os barcos sírios executavam pequenas incursões próximas ao porto e atacavam os inimigos dentro da área de proteção das artilharias costeiras. Para chamar os barcos mísseis sírios para o combate, Michael Barkai, comandante israelense no conflito, enviou sete navios a um ataque noturno ao porto inimigo.
Os tanques de petróleo do porto foram designados como alvos secundários. Barkai dividiu suas forças para que dois barcos mísseis Sa'ar de classe 4 atacassem o Porto de Banias, enquanto outros dois barcos atacariam a base naval síria em Mina Al-Baida. Os restantes, compostos por dois barcos mísseis Sa'ar de classe 3 (INS Hetz e INS Herev) e 1 barco míssil Sa1ar de classe 2 (INS Haifa) atacariam Latakia novamente.

## Batalha
Conforme o ataque prosseguia, Barkai ordenou que os barcos ativassem suas medidas de ataque eletrônico enquanto deslocavam em direção aos alvos numa velocidade de 40 nós. Os radares sírios apresentaram problemas novamente, mostrando cinco grupos de alvos com dezessete navios por volta de 12 à 15 milhas de distância. Barkai enviou dois barcos de mísseis para Banias e outros dois para Latakia.
Após chegar em Latakia, os israelenses descobriram que os sírios estavam utilizando navios mercantes estrangeiros ancorado ao largo do porto como escudos. Apesar do risco de acertar os navios mercantes desarmados, os israelenses receberam ordens para prosseguir com o ataque, resultando no naúfrago de dois mercantes (um japonês e um grego).
Um míssil Styx foi visto pela embarcação Hertz, o mesmo passou por cima da embarcação, enquanto outro foi abatido por um atirador do Hetz. A batalha durou quase duas horas, os barcos israelense ficaram ziguezagueando em torno do porto, tentando escapar do fogo dos barcos e da artilharia costeira síria, ao mesmo tempo, alternavam seus ataques, mirando os barcos mísseis ou os tanques de petróleo presentes no porto sírio.
O ataque israelenses a Latakia, não foi bem sucedido, além de não conseguir incendiar todos os tanques de petróleo, atingiram apenas um barco míssil da classe Osa e um da classe Komar. Diferente do ataque ao Porto de Banias, onde os israelenses conseguiram inflamar os tanques de petróleo em costa.